# 群馬県道61号沼田水上線
群馬県道61号沼田水上線（ぐんまけんどう61ごう ぬまたみなかみせん）は、群馬県沼田市井土上町から利根郡みなかみ町湯原を結ぶ県道（主要地方道）である。

## 概要
みなかみ町の主要幹線道路で、沼田市とみなかみ町を直接結ぶ道路の一つである。
起点からみなかみ町後閑までは国道17号の旧道で、みなかみ町の中心部を通っており、歩道の整備されている個所も多い。後閑からは主に水上温泉にアクセスする道路として使われている。カーブが少なく、路面の状態が良好なため、起点から利根川の対岸に逸れる国道291号より交通量が多い。
全線が上越線と並走しており、後閑・上牧・水上の各駅前を通過する。上越新幹線の上毛高原駅は利根川の対岸にあるが、群馬県道271号月夜野下牧線が本県道と上毛高原駅を直結している。このため、沿線は鉄道がそれなりに便利である。一方で、政所地区では月夜野ICのランプウェイが頭上を通っているが、本県道とを結ぶ出入り口がないため、関越自動車道のアクセスにはやや不便である。
なお、本路線のうち、みなかみ町上牧から同町川上の間は、「水上道路」として群馬県企業局が管理・運営を行う有料道路であった（無料開放された道路一覧）。料金所は、現在の「高日向下」バス停の位置に設置されていた。
上牧以北では積雪対策のため、信号機がタテ型になっている。

### 路線データ
- 起点：沼田市井土上町（井土上町交差点）
- 終点：利根郡みなかみ町湯原（水上支所前交差点）

## 歴史
- 1959年（昭和34年）9月18日：群馬県より現・道路法に基づき、前身路線の一部にあたる県道月夜野水上停車場線（利根郡月夜野町 - 同郡水上町 水上停車場、整理番号7）・後閑停車場後閑線（後閑停車場 - 利根郡月夜野町、整理番号15）・後閑停車場真庭線（後閑停車場 - 利根郡月夜野町大字真庭、整理番号16）が路線廃止される[1]。
- 1993年（平成5年）5月11日：建設省から、県道沼田水上線が沼田水上線として主要地方道に指定される[2]。

## 地理

### 通過する自治体
- 沼田市
- 利根郡みなかみ町

### 交差する道路

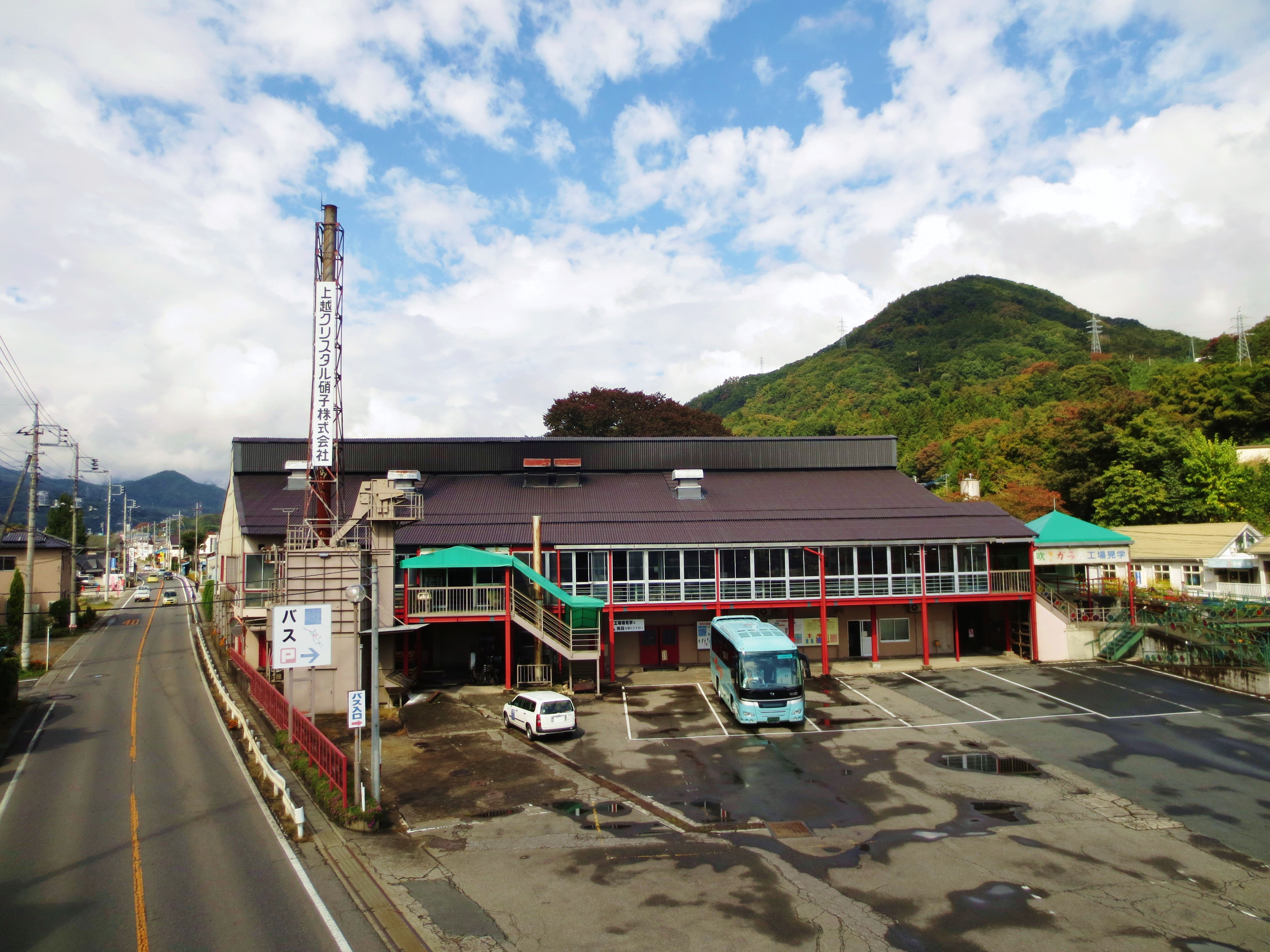
群馬県みなかみ町・月夜野びーどろパーク付近

- 国道291号（沼田市井土上町（井土上町交差点、起点）
- 群馬県道273号後閑羽場線（みなかみ町後閑・後閑交差点）
- 群馬県道271号月夜野下牧線（みなかみ町下牧・下牧交差点）
- 群馬県道265号道木佐山沼田線・群馬県道279号石倉上牧線（みなかみ町上牧・上牧交差点）
- 国道291号（みなかみ町川上・川上交差点）
- 国道291号（みなかみ町湯原・水上支所前交差点、終点）